# Vickers Vigilant
O Vickers Vigilant foi um projeto de 1920 de uma aeronave hidroavião de casco para o Reino Unido com projeção para 100 assentos, foi desenhada pela Vickers com a intenção de uso em voos transatlânticos e voos para a Austrália.

## Design e desenvolvimento
O modelo seria um hidroavião de casco motorizado com oito motores a pistão Rolls-Royce Condor, sendo cada par de motores acoplados para uma hélice tratora compartilhada. Sua estrutura seria totalmente em duralumínio. O projeto foi cancelado e o hidroavião nunca foi construído.